# ألفرد بيكار (مهندس)
ألفرد بيكار (بالفرنسية: Alfred Picard) (و. 1844 – 1913 م) هو مهندس، وسياسي فرنسي، ولد في ستراسبورغ، كان عضوًا في الأكاديمية الفرنسية للعلوم، توفي في باريس، عن عمر يناهز 69 عاماً.

## التعليم
تعلم في المدرسة المتعددة التكنولوجية، وتعلم في المدرسة الوطنية للجسور والطرق
.

## جوائز
حصل على جوائز منها:
- نيشان الفنون والآداب من رتبة قائد (17 يناير 2013)[1]
- جائزة المنافسة العامة  [لغات أخرى]‏ (1946)